# Parks-Gletscher
Der Parks-Gletscher ist ein Gletscher im westantarktischen Marie-Byrd-Land. In der Executive Committee Range fließt er aus dem Weiss-Amphitheater, einer Caldera im südlichen Teil des Mount Sidley, in südöstlicher Richtung.
Der United States Geological Survey kartierte ihn 1959 bei einer Erkundung der Executive Committee Range. Das Advisory Committee on Antarctic Names benannte ihn im Jahr 1962 nach dem US-amerikanischen Geophysiker und Seismologen Perry E. Parks Jr., der an der von 1959 bis 1960 durchgeführten Durchquerung des Marie-Byrd-Lands auf dem Landweg teilgenommen hatte.